# 마크 애머데이
마크 유진 애머데이(영어: Mark Eugene Amodei, 영어 발음: /mɑɹk juˈd͡ʒin ˈæmədeɪ/, 1958년 6월 12일~)은 미국의 정치인으로 미국 네바다주 연방상원의원이다.

## 학력
- 네바다 대학교 리노 인문사회 학사
- 퍼시픽 대학교 법무박사

## 경력
- 1997.01~1999.02 제69대 네바다 제40선거구 하원의원
- 1999.02~2011.02 제70·71·72·73·74·75·76대 네바다 제17선거구 상원의원
- 2010.05~2011.06 네바다 공화당 의장
- 2011.09~제112~대 미국 네바다 제2선거구 연방하원의원

## 역대 선거 결과
| 선거명        | 직책명                       | 대수  | 정당   | 득표율 | 득표수    | 결과 | 당락                   |
| ------------- | ---------------------------- | ----- | ------ | ------ | --------- | ---- | ---------------------- |
| 1996년 선거   | 하원의원 (네바다 제40선거구) | 69대  | 공화당 | 59.41% | 5,759표   | 1위  | 네바다 주의원 당선     |
| 1998년 선거   | 상원의원 (네바다 제17부)     | 70대  | 공화당 | 51.77% | 6,729표   | 1위  | 네바다 주의원 당선     |
| 2002년 선거   | 상원의원 (네바다 제17부)     | 70대  | 공화당 | 83.64% | 25,368표  | 1위  | 네바다 주의원 당선     |
| 2006년 선거   | 상원의원 (네바다 제17부)     | 70대  | 공화당 | 77.70% | 27,039표  | 1위  | 네바다 주의원 당선     |
| 2011년 재선거 | 하원의원 (네바다 제2선거구)  | 112대 | 공화당 | 57.92% | 75,180표  | 1위  | 네바다주 하원의원 당선 |
| 2012년 선거   | 하원의원 (네바다 제2선거구)  | 113대 | 공화당 | 57.64% | 62,213표  | 1위  | 네바다주 하원의원 당선 |
| 2014년 선거   | 하원의원 (네바다 제2선거구)  | 114대 | 공화당 | 65.73% | 122,402표 | 1위  | 네바다주 하원의원 당선 |
| 2016년 선거   | 하원의원 (네바다 제2선거구)  | 115대 | 공화당 | 58.30% | 182,676표 | 1위  | 네바다주 하원의원 당선 |
| 2018년 선거   | 하원의원 (네바다 제2선거구)  | 116대 | 공화당 | 58.23% | 167,435표 | 1위  | 네바다주 하원의원 당선 |
| 2020년 선거   | 하원의원 (네바다 제2선거구)  | 117대 | 공화당 | 56.47% | 216,078표 | 1위  | 네바다주 하원의원 당선 |
| 2022년 선거   | 하원의원 (네바다 제2선거구)  | 118대 | 공화당 | 59.73% | 185,467표 | 1위  | 네바다주 하원의원 당선 |
| 2024년 선거   | 하원의원 (네바다 제2선거구)  | 119대 | 공화당 | 55.04% | 219,919표 | 1위  | 네바다주 하원의원 당선 |